# Герой 108
«Герой 108» (англ. Hero: 108; помимо привычного звучания «Герой сто восемь» в русскоязычной среде также может обозначаться как «Герой один ноль восемь») — мультсериал совместного производства США и Великобритании, мультсериал транслировался на телеканалах Cartoon Network и Kabillion, создан Яном-Мингом Тарнгом, MoonScoop Entertainment, Gamania, Hong Ying Animation и Toon City, транслировался с 1 марта 2010 по 9 июля 2012 года. Мультсериал совмещает жанр комедии и боевика, а также заигрывает с уся. 
По мотивам мультсериала также выпускали фигурки.

## Сюжет

Карта мира Герой 108

В Затерянном королевстве (Hidden Kingdom) люди и животные долгое время жили в мире, но однажды злой император и обманщик Транжира сказал животным неправду про то, что люди (кроме него, конечно) их враги и животные должны воевать с ними. Единственный из животных, кто не захотел воевать с людьми, а именно Король обезьян Эйптрулли сделал себе специальный костюм для того, чтобы люди не думали что он – животное, и организовал группировку Биг Грин (англ. Big Green), чтобы бойцы (люди и животные, которые знают про то, что Транжира – обманщик) защищали других беззащитных людей. В конце сериала им удалось закончить войну Людей и Животных, и они опять живут дружно.

## Персонажи

### Положительные

#### Биг Грин
- Эйптрулли (англ. ApeTrully) — герой под номером 001, основатель группировки Биг Грин. Он — обезьяна, причём их король, но маскируется под человека. Единственный из животных кто сразу не хотел воевать с людьми, сначала скрывал от всех что он животное, у него на шлеме есть маленькая антенна, с её помощью он посылает сигналы о помощи.
- Мудрый Ву (англ. Woo the Wise) — герой под номером 003 и ум Биг Грин. Одет в жёлтую мантию, а на голове носит книжку с его идеями в качестве шапки. Когда-то учился в одном классе с Транжирой.
- Краснолицый Кван (англ. Red Face Kwan) — герой номер 005 и один из командиров Биг Грин, отличительной чертой которого является красная кожа и постоянное нахождение в состоянии гнева, из-за чего его боятся солдаты. Когда он находится не в состоянии ярости, на его лице появляется неконтролируемо глупое выражение, а голос становится высоким. Поэтому ярость ему помогает поддерживать маленький краб, уцепившийся за пикантное место. Его солдаты носят коричневые костюмы в бежевую полоску и зелёные маски.

##### Группа Один
Элитные воины Биг Грин и главные герои сериала.
- Мистер Без Рук (англ. Mr. No Hands) — герой под номером 020, у него есть руки, но он прячет их под мантией и закованными в колодки, потому что если их высвободить то он начнёт щекотать сам себя. У него на шапке есть пропеллер, благодаря которому он может летать. Предводитель Группы Один.
- Лин Чанг (англ. Lin Chung) — герой номер 006. Обладает мистическими способностями, художник, чьи рисунки сначала никому не нравились, но впоследствии стал рисовать намного лучше. В бою сражается копьём, из которого может стрелять бамбуковыми побегами. Также владеет зрением пантеры. Во втором сезоне открылось, что он был учеником Тянь Хуана (Tien Khuan). Его внутренним зверем является либо гепард, либо пантера.
- Мощный Рэй (англ. Mighty Ray) — герой под номером 025. Его изначальные глаза были обращены в камень Зебробратьями, его нашёл Эйптрулли и привёл к живой статуе обезьяны, которая дала Рэю свои глазные яблоки. Благодаря этим глазам, он умеет стрелять из глаз молниями и электричеством, но ему для перезарядки нужно есть бананы, которые он не любит. Высокого мнения о себе, часто конфликтует с Соней и та отвечает ему той же монетой, но во время противостояния с врагами объявляют временное перемирие. Боится темноты. Его внутренним зверем является кабан.
- Мистик Соня (англ. Mystique Sonia) — герой (героиня) под номером 103. Единственная девушка в Группе Один. У неё короткие и прямые чёрные волосы и абсолютно белая кожа. У неё очень длинный язык неестественного голубого цвета, которым она часто пользуется в битвах. Весьма трепетно заботится о своей красоте, чуть ли не до самовлюблённости. По мере движения к финалу становится всё более самоотверженнее. Её внутренним зверем является лебедь. 
  - Якша (англ. Yaksha) — доброе, но чрезвычайно ревнивое существо, которое сидит на голове у Мистик Сони по типу шапки, но может передвигаться (в том числе и вместе со своей хозяйкой). Каждый кто 5 раз подряд скажет имя Мистик Сони превратится в Якшу.
- Прыгающий Ужас (англ. Jumpy Ghostface) — герой под номером 88, король кроликов, единственное животное в Группе Один. В качестве оружия использует скакалку, прыганием через которую на высокой скорости способен делать вокруг себя почти не пробиваемую защиту.  Кроме того, имеет очень развитое воображение. Вскоре после присоединения к Биг Грин попугаев, благодаря их королю научился говорить.

##### Группа Два
Ещё ода группа воинов Биг Грин. Они завидуют Группе Один и постоянно враждуют с ним, чтобы доказать свою состоятельность.

### Отрицательные

#### Восточная Цитадель
Несмотря на название расположена на западе от Биг Грин.
- Транжира (англ. High Roller) — герой под номером 000. Главный антагонист первого сезона мультсериала, немного отступивший на задний план во втором (после явления Сиамцев). Злой император, что приказал животным воевать с людьми, которых он ненавидит, несмотря на то, что является одним из них. При этом в душе ребёнок — капризный, озорной, злой, но ребёнок, только и желающий что есть конфеты, играть в игры и читать комиксы. Какими-то особыми способностями не отличается, но он очень хорош в различных играх и эти навыки проявляет и на поле боя опасно неожиданным образом, а учитывая, что Транжира не чурается и грязными приёмами, он является грозным противником даже для самых опытных членов Группы Один. А ещё Транжира способен объединяться со своим телохранителем Топотуном и в таком состоянии называет себя «Трантун». Из всех животных, наиболее приближёнными к Транжире можно выделить медведей (за вычетом белых), орлов и хамелеонов (по совместительству антипод бронепахов), но двое последних видов в конечном итоге присоединились к Биг Грин. Во втором сезоне выяснилось, что он в неопределённые моменты своей жизни был учеником Сон Минга, который враждовал с учителем Лин Чанга, и поступил на службу к Братьям Сиамцам. Его внутренним зверем является лягушка.
- Топотун (англ. Bearstomp) — герой номер 052. Король медведей и телохранитель Транжиры, показавший себя как всецело преданный своему господину. От представителей своего вида отличается более крупными размерами, а также тем, что носит полную броню, из которой отдельно следует выделить шлем с закреплённой на нём маленькой пушкой и, вполне возможно, механической правой рукой, способной удлиняться. Как и положено медведю, очень силён, но глуповат и довольно часто предпочитает поспать. У него отсутствует один из зубов. Ещё он может объединяться с Транжирой и позволяет ему контролировать свое тело. В таком состоянии первый называет себя «Трантун». После победы над Братьями Сиамцами вместе с Зебробратьями сбежал со своим Господином.
- Зебробратья (англ. Sparky White and Sparky Black) — братья-зебры, герои под номерами 062 и 063 соответственно и главные подчинённые Транжиры. Довольно часто сорятся. Играют роль посредников между Транжирой и всеми королями и королевами животных, предлагая им конфеты в обмен на их неизменную преданность злому маленькому тирану, которого Зебробратья называют «Господином». Службой Транжире они крайне гордятся, никогда до конца не осознавая, что он считает их полными идиотами (в чём не особо ошибается). Однако они достаточно умны, чтобы придумывать какие-то собственные планы, а заодно боятся гнева своего господина, и часто попадают под раздачу. Имеют магические фонари-призраки, которые могут применять только раз в месяц, в полнолуние. Если их магия используется в отсутствие полной луны, все ранее наложенные заклинания будут отменены. Затенение луны имеет тот же эффект, независимо от того, полная она или нет. Да и сами по себе Зебробратья не представляют для групп Биг Грина серьёзной угрозы. После победы над Братьями Сиамцами вместе с Топотуном сбежали со своим Господином.
- Король орланов (англ. Eagle King) — герой номер 011, правитель орлов во всех их коллективных формах. Он отличается от своих приспешников тем, что у него единственного белое тело. Задумчив, горд, серьёзен и суров. В первом сезоне и первой половине второго был одним из главных приближённых Транжиры, но к Зебробратьям относился с неуважением, поскольку считает их вредителями, а не союзниками. При первом своём появлении он показан как безразличный к своим подданным король, не лезший в бой без должной на то необходимости. Но вскоре выяснилось, что он прирожденный стратег и опытный лидер. В результате атаки на Биг Грин в серии Воздушный бой, на головах орлов, включая их короля, не осталось перьев, из-за чего их стали называть белоголовыми орлами. В серии Замок Орлов, в результате поражения от Группы Один их шеи были растянуты, и они потеряли способность летать, из-за чего орлы на время стали страусами, однако в серии Замок Страусов Зебробратья помогли им вернуться в Орлиную форму. Будучи временно страусом, король стал доверчив, недалёк в плане интеллекта и агрессивен. Во втором сезоне, в серии Возвращение птеродактилей, Братья Сиамцы направили орлов отпить особый сок древних деревьев, который превратил их всех в птеродактилей, но благодаря усилиям Группы Один, в этой форме они надолго не задержались. А эпизоде "Йети и Феникс" Сиамцы, используя энергию хаоса превратили Короля орланов и Короля белых медведей в магических существ до конца эпизода. Король орланов стал фениксом, могущим поджигать объекты или растоплять лёд своим пламенным визгом. Освободившись от колдовских пут, он как и Король белых медведей поняли намерения Линь Чанга, осознали свои ошибки, и оба короля присоединились к Биг Грин.
- Три фиолетовых кита — в то время как Кит Сэммо находится на стороне Биг Грие, три кита поменьше составляют флот Транжиры, рассчитанный как на императора, так и для Зебробратьев. На момент завершения мультсериала их судьба неизвестна.

#### Прочие
- Король Великой Тьмы (англ. Commander of Darkness) — герой номер 097 или 096. Человек в голубо-синем одеянии, с пурпурной шляпой и густой колючей чёрной бородой. Лидер движения Великая Тьма, а именно шести человек (считая его), которые ненавидят животных из-за причинённых ими бед. Оставшиеся пять подчинённых одеты во всё чёрное, с зелёными поясами и рукавами, и носят маски в виде черепа и оставляют следы черепов, куда бы они ни пошли. Общим для членов Великой Тьмы также является смуглая кожа. Король весьма противоречив, поскольку их первая штаб-квартира располагалась под землёй (во тьме), но он боится темноты, из-за чего у него на головном уборе закреплена свеча. Впервые появился в серии «Замок попугаев: Часть II», где его приспешники похитили попугаев, а затем взяли в плен их короля и Прыгающего ужаса прошедших следом. В их убежище врываются созданные Зебробратьями зеброклоны, которые тушат свечи, что побуждает короля и его подчинённых отступить. Однако вскоре, потерпев поражение и потеряв свою армию зеброклонов из-за бабочек, Зебробраться сталкиваются с Королём и солдатами Великой Тьмы, которые вымещают свой гнев на них. Вновь появился в трёх сериях второго сезона (две из которых не были дублированы) где заменил свечу на лампу и где продемонстрировал свои способности к зельеварению. Там же, несмотря на свою неприязнь к животным, продемонстрировал умение работать с коалами (пока был в обличии их короля), и взятыми под контроль белками-летягами и даже с драконами. И всё это чтобы разгромить Биг Грин. Но несмотря на все усилия, Король Великой тьмы в конечном итоге оказался побеждён и, из страха за свою судьбу, присоединился к Биг Грин, пообещал измениться и даже поклялся сделать что угодно.
- Волано-чужие (англ. Cocky Aliens) — пришедшая из космоса раса с зелёными, напоминающими ботву, телами и разноцветными головами. Маленького роста, что резко контрастирует с их большой враждебностью. Всех других волано-чужие рассматривают неполноценными, не равными себе, и обозначают их как «организмы» с различными приставками. Способны овладевать разумами и телами других (что людей, что животных), внедряясь в голову носителя, а также превратить сами себя в бомбу, обладающую неизвестной, но, по слухам, огромной разрушительной силой. В состоянии бомбы глаз волано-чужого будет заменен сменяющимися цифрами, которые отсчитывают время до взрыва. Не обделены эти пришельцы и технически: лучевые пушки, силовые костюмы благодаря которым они могут сойти за гуманоидов, корабли. Победить их можно только подбросив ногами 100 раз (что в совокупности с их формой и во время их первого визита привело к изобретению игры в Волан), после чего они превращаются во фрукты, которые, в отличие от настоящих, противны на вкус. Особую ненависть явившиеся в мультсериале начали испытывать к гепардам.
- Инфинитум (англ. Infinitum) — соперник Мудрого Ву, который учился в одном классе с ним и с Транжирой, однако появился только во втором сезоне. Он носит светло-голубую версию одежды Ву и квадратные очки, а ещё у него чёрная борода. По словам своего бывшего одноклассника был исключён из школы за то, что жульничал. Впоследствии приноровился создавать что-то вроде роботов (на Группу Один были натравлены трое в виде сурков). Вступил в сговор с Транжирой дабы поквитаться с одноклассником, но после стычки они с Мудрым Ву помирились. Также символом на его книге, вероятно, является китайский иероглиф 册, означающий «книга» или «том».
- Сон Минг (англ. Chiung Ming) —
- Охотники за головами — два наёмника, нанятые Братьями Сиамцами, чтобы захватить Группу Один для компенсации неудачи Транжиры. Известно, что похожего на гибрида человека со львом, рот которого расположен в животе зовут Нейн (Nain).  которого львиная голова на груди может вытягиваться в бою. Второй - безымянный Нага в стиле кобры, который может высовывать язык и пилотировать змееподобный поезд, перевозящий своих жертв.
- Братья Сиамцы (англ. Twin Masters) — главные антагонисты второго сезона и мультсериала в целом. Известны во всех легендах только как невероятно злобные сущности, желающие для мира лишь хаоса и разрушения, и поэтому информация о них была окутана тайной... до эпизода «Время возвращаться домой» (не был дублирован) где выяснилось, что Сиамцами когда-то был человеческий принц по имени Ян Ту (Yang Tu), который желал полного господства над Затерянным королевством. Из-за вмешательства Лин Чанга, когда он временно оказался в прошлом, его сущность оказалась разделена на две половины и заключена в одном теле. С того времени Сиамцы представляют собой громадного демонического монстра, правая половина которого окрашена в красный, является зазубренной и олицетворяет огонь, лаву и хаос, а левая является синей (голубой) и волнистой и олицетворяет воду, лёд и разрушения. Голова у Сиамцев очень похожа на череп, а каждый палец, что на руках, что на ногах, оканчивается четырёхпалыми кистями поменьше. Большую часть времени Братья Сиамцы не действуют лично, а заставляют других (в том числе и Транжиру) сражаться за них да раздают приказы, при этом зачастую не следя за их выполнением. Собственно говоря, ничья жизнь не является ценной для Сиамцев. Но когда они все-таки выходят на бой, они становятся смертельно опасными противниками. Они владеют магической силой хаоса и превосходны в искусстве искажения природы. В предпоследней серии «Бронзовый гигант: Часть I» Сиамцы использовали воду из озера Тай Цзы и приобрели ещё более сильную форму: тело местами потемнело, а местами почернело как пустота космоса, вокруг головы появилось кольцо маленьких планет, кисти больших рук позеленели, а ноги срослись в хвост который заканчивался светящимся зеленым кончиком с торчащими шипами. Уничтожив в своей новой форме всю базу Биг Грин, в финальной серии второго сезона и мультсериала в целом Сиамцы принялись высасывать жизнь из всего королевства, а затем были уничтожены Бронзовым гигантом, которого оперативно собрали из 107 героев и их совместной энергии гармонии.